# Florent-en-Argonne

Florent-en-Argonne este o comună în departamentul Marne, Franța. În 2009 avea o populație de 246 de locuitori.